# El Pueblo (diari de Tortosa)
El Pueblo, òrgan republicà de Tortosa que va aparèixer per primer cop el 1901, dirigit per Manaut i més tard pel polític Josep Berenguer i Cros, seguint la línia política de Marcel·lí Domingo i Sanjuan., L'imprimia Bernis i l'administració es trobava al número 24 del carrer Montcada. Fou un dels pocs setmanaris republicans; el 1936 va esdevenir diari. El 1936 era l'òrgan d'ERC, dirigit per Sebastià Campos i Terré, amb redacció i administració al número 10 del carrer de Cervantes. Es catalanitza amb en nom de "El Poble" el gener de 1937 i va deixar de publicar-se pel març de 1938, quan la ciutat restà com a front de guerra.